# Nîmes Olympique 1977-1978
Questa voce raccoglie le informazioni riguardanti il Nîmes Olympique nelle competizioni ufficiali della stagione 1977-1978.

## Stagione
Ottenendo punti solamente in casa, il Nîmes trascorse il girone di andata nelle posizioni medio-basse della classifica. All'inizio della tornata conclusiva la squadra cominciò a incassare risultati negativi anche in casa e l'allenatore Firoud fu costretto dopo nove anni ad abbandonare la guida tecnica della squadra, nel frattempo precipitata in zona retrocessione. Con Henri Noël in panchina il Nîmes migliorò il proprio rendimento uscendo fuori a fatica dalla zona retrocessione, rimanendovi a stretto contatto fino all'ultima giornata e concludendo il campionato a due punti dalla terzultima ma al tredicesimo posto in ragione di una miglior differenza reti rispetto alle altre classificate.
In Coppa di Francia il Nîmes eliminò il Sète ai trentaduesimi di finale per poi uscire al turno successivo per mano del Dunkerque, che prevalse grazie alla regola dei gol fuori casa.

## Maglie e sponsor
Lo sponsor tecnico per la stagione 1977-1978 è Adidas, mentre lo sponsor ufficiale è Kindy.
| Manica sinistra · Manica sinistra · Maglietta · Maglietta · Manica destra · Manica destra · Pantaloncini · Pantaloncini · Calzettoni |

## Rosa
| N. |                    | Ruolo | Calciatore                  |
| -- | ------------------ | ----- | --------------------------- |
|    | Francia (bandiera) | P     | Raymond Esclassan           |
|    | Francia (bandiera) | P     | Gérard Martinelli           |
|    | Francia (bandiera) | P     | Henri Orlandini             |
|    | Francia (bandiera) | D     | Bernard Boissier (capitano) |
|    | Francia (bandiera) | D     | Patrick Champ               |
|    | Francia (bandiera) | D     | Bruno Devot                 |
|    | Francia (bandiera) | D     | André Kabile                |
|    | Algeria (bandiera) | D     | Faouzi Mansouri             |
|    | Francia (bandiera) | D     | Jean-Claude Mith            |
|    | Francia (bandiera) | D     | Daniel Sanlaville           |
|    | Francia (bandiera) | C     | Marcel Boyron               |
|    | Francia (bandiera) | C     | Eric Castagnino             |
|    | Francia (bandiera) | C     | Yvon Delestre               |

| N. |                    | Ruolo | Calciatore         |
| -- | ------------------ | ----- | ------------------ |
|    | Algeria (bandiera) | C     | Rabah Gamouh       |
|    | Francia (bandiera) | C     | René Girard        |
|    | Francia (bandiera) | C     | Michel Mézy        |
|    | Francia (bandiera) | C     | Attilio Moretti    |
|    | Francia (bandiera) | C     | Robert Sabatier    |
|    | Francia (bandiera) | C     | Jean-Louis Samuel  |
|    | Francia (bandiera) | A     | Serge Dellamore    |
|    | Polonia (bandiera) | A     | Jan Domarski       |
|    | Francia (bandiera) | A     | Guy Dussaud        |
|    | Spagna (bandiera)  | A     | Miguel Lozano      |
|    | Brasile (bandiera) | A     | Luizinho da Silva  |
|    | Francia (bandiera) | A     | Gilbert Marguerite |

## Statistiche

### Andamento in campionato
| Giornata  | 1  | 2  | 3  | 4  | 5  | 6  | 7  | 8  | 9  | 10 | 11 | 12 | 13 | 14 | 15 | 16 | 17 | 18 | 19 | 20 | 21 | 22 | 23 | 24 | 25 | 26 | 27 | 28 | 29 | 30 | 31 | 32 | 33 | 34 | 35 | 36 | 37 | 38 |
| --------- | -- | -- | -- | -- | -- | -- | -- | -- | -- | -- | -- | -- | -- | -- | -- | -- | -- | -- | -- | -- | -- | -- | -- | -- | -- | -- | -- | -- | -- | -- | -- | -- | -- | -- | -- | -- | -- | -- |
| Luogo     | T  | C  | T  | C  | T  | T  | C  | T  | C  | T  | C  | T  | C  | T  | C  | T  | C  | T  | C  | T  | C  | T  | C  | T  | C  | T  | C  | T  | C  | T  | C  | T  | C  | T  | C  | T  | C  | T  |
| Risultato | P  | V  | P  | V  | P  | N  | V  | P  | N  | P  | V  | P  | V  | P  | V  | P  | P  | N  | P  | P  | N  | P  | N  | N  | P  | V  | N  | N  | N  | P  | P  | V  | N  | V  | P  | V  | N  | V  |
| Posizione | 14 | 13 | 16 | 10 | 14 | 14 | 11 | 15 | 13 | 14 | 13 | 15 | 12 | 15 | 11 | 13 | 15 | 15 | 15 | 16 | 17 | 18 | 16 | 16 | 18 | 18 | 18 | 18 | 16 | 18 | 19 | 18 | 16 | 16 | 17 | 17 | 17 | 13 |

Fonte:  France » Ligue 1 1977/1978 » Schedule, su worldfootball.net.
Legenda:

Luogo: C = Casa; T = Trasferta. Risultato: V = Vittoria; N = Pareggio; P = Sconfitta.